# Zulfiya
Zulfiya Isroilova, connue sous son pseudonyme Zulfiya (en cyrillique Зулфия), née le 14 mars 1915 à Tachkent, alors dans l’Empire russe et morte le 1er août 1996 à Tachkent (Ouzbékistan) est une écrivaine ouzbek. 

## Biographie

### Jeunesse
Son nom Zulfiya provient du mot persan زلف zulf et signifie « une boucle de cheveux » ou, dans un sens mystique, « les mystères divins qui constituent les délices du dévot »,. 
Zulfiya est née à Mahallah Dergez, près de Tachkent, dans une famille d'artisans. Ses parents étaient très intéressés par la culture et la littérature. Sa mère avait l'habitude de lui chanter des chansons et de lui raconter des contes populaires.

### Carrière
Zulfiya publie son premier poème le 17 juillet 1931 dans le journal ouzbek Ishchi (Le travailleur). Son premier recueil de poèmes (Hayot varaqlari, « Pages de la vie ») paraît en 1932. Au cours des décennies suivantes, elle écrit des œuvres patriotiques ainsi que de la propagande, des œuvres pacifistes et des ouvrages sur la nature et les femmes. 
À partir de 1938, Zulfiya travaille pour différents éditeurs et est membre de plusieurs organisations nationales et inter-républicaines. Elle est à plusieurs reprises dirigeante ou rédactrice en chef de divers médias. Après la mort de son mari Hamid Olimjon dans un accident en 1944, elle lui dédie plusieurs œuvres. En 1953, elle rejoint le Parti communiste (en) et est devient également la rédactrice en chef du magazine Saodat.
En 1956, elle fait partie d'une délégation d'écrivains soviétiques dirigée par Constantin Simonov à la Conférence des écrivains asiatiques à Delhi. En 1957, elle participe à la conférence de solidarité afro-asiatique au Caire.
Zulfiya meurt à l'âge de 81 ans, le 1er août 1996 à Tachkent.

## Hommages
En 1999, le Prix national ouzbek pour les femmes a été créé et nommé en son honneur.
Le 1er mars 2008, une statue à sa mémoire a été dévoilée à Tachkent.

## Prix et récompenses
- Poète national de la République socialiste soviétique d'Ouzbékistan (1965)
- Héros du travail socialiste (URSS) (1984)
- Ordre de Lénine (1984)
- Prix d'État d'URSS de littérature et d'art (1976)